# Палата Илион
Палата Илион представља једну од најзначајнијих и највреднијих грађевина у старом језгру Сремских Карловаца, као просторне културно-историјске целине изузетног значаја за Србију.

## Историјат грађевине
Палата Илион подигнута је у периоду од 1836 до 1848. године као боравиште Јосифа Рајачића, митрополита карловачког (1842-1848), доцнијег патријарха српског (1848-1861).
У дворишту палате налази се чесма Патријарховац, посвећена Богојављењу, изграђена је 1864. године.
Зграда је током времена претрпела више обнова. Године 1920. изведена је прва обнова по плановима бечког архитекте Рудолфа Зибека, уношењем рокајних елемената. Овим изменама она је добила изглед летњиковаца из времена Јосифа II. Последњи радови на санацији зграде изведени су 2007. године.
Палата Јосифа Рајачића је 1948. проглашен спомеником културе, да би накнадно био категорисан као културно добро од изузетног значаја.
Данас је у палати смештен Завичајна збирка Сремски Карловци, као део Музеј града Новог Сада. У музеју се налази етнолошка збирка предмета, са собом и кухињом са краја 19. века.

## Значај грађевине
Према свом архитектонском концепту палата Илион представља јединствен пример урбане стамбене палате. Гледано из свих праваца, палата доминира својим габаритима и велелепним изгледом над околним грађевинама. Терен на којем је смештен објекат са вртом, благо се спушта од југа ка северу, па према улици има сутерен са два нивоа, високо приземље, спрат и поткровље.